# 円原村
円原村（えんばらむら）は、かつて岐阜県山県郡に存在した村である。
現在の山県市円原に該当し、神埼川（武儀川支流）の支流、円原川沿いに位置する。

## 歴史
- 1875年（明治8年） - 円原村と今島村が合併し、円原村となる。
- 1889年（明治22年）7月1日 - 町村制により円原村発足。
- 1897年（明治30年）4月1日 - 神崎村、片原村と合併し、北山村が発足。同日円原村は廃止される。

## その他
- この地域は高度成長時代に過疎化と、当時の美山町が進めた住民の移転事業により、消滅した集落が多い。